# Tetragnatha exquista
Tetragnatha exquista är en spindelart som beskrevs av Saito 1933. Tetragnatha exquista ingår i släktet sträckkäkspindlar, och familjen käkspindlar. Inga underarter finns listade i Catalogue of Life.